# HubMed
HubMed — альтернативный интерфейс доступа к PubMed. Среди возможностей HubMed: экспорт цитат, графическое представление результатов поиска, система тегов.
Существует плагин для создания ссылок на HubMed для вики-сайтов на основе Медиавики. Кроме того, HubMed обладает возможностью экспорта цитат в формате, применимом для использования на сайтах основанных на Медиавики.